# Zhujiajiao
Zhujiajiao (chinesisch 朱家角鎮 / 朱家角镇, Pinyin Zhūjiājiǎo Zhèn), auch „Venedig Shanghais“ genannt, ist eine Großgemeinde im Stadtbezirk Qingpu der chinesischen Stadt Shanghai. Zhujiajiao hat eine Fläche von 136,6 km² und 94.351 Einwohner (Stand: Zensus 2010).

## Geschichte
Der Ort existiert seit der Zeit der Drei Reiche (208–280) unter dem Namen Zhujiacun (朱家村), also „Dorf der Familie Zhu“, und entwickelte sich in der Song-Dynastie (960–1279) sowie der Yuan-Dynastie (1279–1368) zu einem Marktflecken. Da Zhu Yuanzhang, der Gründer der nachfolgenden Ming-Dynastie, ebenfalls aus dem Zhu-Clan stammte, wurde der Name mit einem Tabu belegt und der Ort in Zhujiege (珠街阁), also „Perlenmarkt“, bzw. Zhuxi (珠溪), also „Perlenbach“, umbenannt – selbe Aussprache, aber anderes Schriftzeichen und andere Bedeutung. Unter Kaiser Zhu Yijun der Ming-Dynastie (reg. 1572–1620) wurde Zhujiege zu einem befestigten Ort (镇) ausgebaut – in der 1597 erschienenen „Beschreibung des Landkreises Qingpu“ (青浦县志) ist die Stadtmauer als bereits fertiggestellt erwähnt.
Aufgrund seiner geographischen Lage zwischen der Seidenstadt Jiangsu und den großen Städten Zhejiangs entwickelte sich Zhujiege zu einem Zentrum des Stoffhandels. Als zu Beginn des 17. Jahrhunderts der Reisanbau in der Gegend forciert wurde, führte dies zu einem weiteren wirtschaftlichen Aufschwung und einer starken Zunahme der Bevölkerung. Bei der Volkszählung im Jahre 1814 lebten in dem Ort – mittlerweile in Zhuli (珠里), also „Perlendorf“,
umbenannt – 1502 Familien mit insgesamt 5937 Personen. Bei der Gebietsreform im Jahre 1949 wurde Zhuli der ursprünglich zum nordöstlich gelegenen Kreis Kunshan gehörende Ort Jingting (井亭) zugeschlagen und der neuen Großgemeinde in Anlehnung an die historische Bezeichnung der Name Zhujiajiao (朱家角), also „Landzunge der Familie Zhu“, gegeben.

## Administrative Gliederung
Zhujiajiao setzt sich aus neun Einwohnergemeinschaften und 28 Dörfern zusammen. Diese sind:
| Einwohnergemeinschaft Daxinjie (大新街社区), Regierungssitz der Großgemeinde; Einwohnergemeinschaft Beidajie (北大街社区); Einwohnergemeinschaft Dadianhu (大淀湖社区); Einwohnergemeinschaft Dongdamen (东大门社区); Einwohnergemeinschaft Donghujie (东湖街社区); Einwohnergemeinschaft Dongjingjie (东井街社区); Einwohnergemeinschaft Shenglijie (胜利街社区); Einwohnergemeinschaft Shenxiang (沈巷社区); Einwohnergemeinschaft Xihu Xincun (西湖新村社区); Dorf Anzhuang (安庄村); Dorf Chuangjian (创建村); Dorf Dianfeng (淀峰村); Dorf Dianshanhu Yi (淀山湖一村); Dorf Hengjiang (横江村); Dorf Jianxin (建新村); Dorf Linjia (林家村); Dorf Lizhuang (李庄村); Dorf Qingfeng (庆丰村); | Dorf Shajiadai (沙家埭村); Dorf Shanhaiqiao (山海桥村); Dorf Shanwan (山湾村); Dorf Shengjiadai (盛家埭村); Dorf Shenxiang (沈巷村); Dorf Shuichan (水产村); Dorf Wangjin (王金村); Dorf Wanlong (万隆村); Dorf Xianfeng (先锋村); Dorf Xiaojiang (小江村); Dorf Xinhua (新华村); Dorf Xinsheng (新胜村); Dorf Xinwang (新旺村); Dorf Xuejian (薛间村); Dorf Zhangjiawei (张家圩村); Dorf Zhangma (张马村); Dorf Zhangxiang (张巷村); Dorf Zhoudang (周荡村); Dorf Zhoujiagang (周家港村). |

## Sehenswürdigkeiten
Der historische Ortskern von Zhujiajiao wurde, wie der Name schon andeutet, auf einer Halbinsel errichtet, die vom Dianpu He (淀浦河) und dem Cao He (漕河) umschlossen wird. Hierbei handelt es sich um von Westen nach Osten fließende Flüsse, die im Laufe der Jahrhunderte zu Transportkanälen umgebaut wurden („Cao He“ bedeutet „Fluss für den Wassertransport von Getreide“). Zwischen diesen und weiteren, parallel dazu verlaufenden Hauptkanälen wurden später in Nord-Süd-Richtung verlaufende Nebenkanäle angelegt, die sie untereinander verbanden. Es entstand ein richtiggehendes Netzwerk von Wasserstraßen. Entlang dieser Kanäle baute der bürgerliche Mittelstand etwa ab dem 16. Jahrhundert zwei- bis dreistöckige „Reihenhäuser“, auf deren anderer Seite Straßen für den Karrenverkehr verliefen.
Im Erdgeschoss dieser weiß gekalkten und mit grauen Ziegeln gedeckten Häuser befand sich im Allgemeinen ein zur Straße offenes Ladengeschäft oder eine Werkstatt, während zum Kanal hin eine Veranda, oft mit Steintreppe zum Waser, lag. Eine ganze Anzahl dieser teils mehrere hundert Jahre alten Häuser ist bis heute erhalten. Besonders schön lässt sich die alte städtebauliche Anlage in der Gegend um das Qing-zeitliche Postamt studieren: Häuserreihe -> Caohe-Straße -> Häuserreihe -> Caohe-Kanal -> Häuserreihe -> Donghu-Straße -> Häuserreihe.

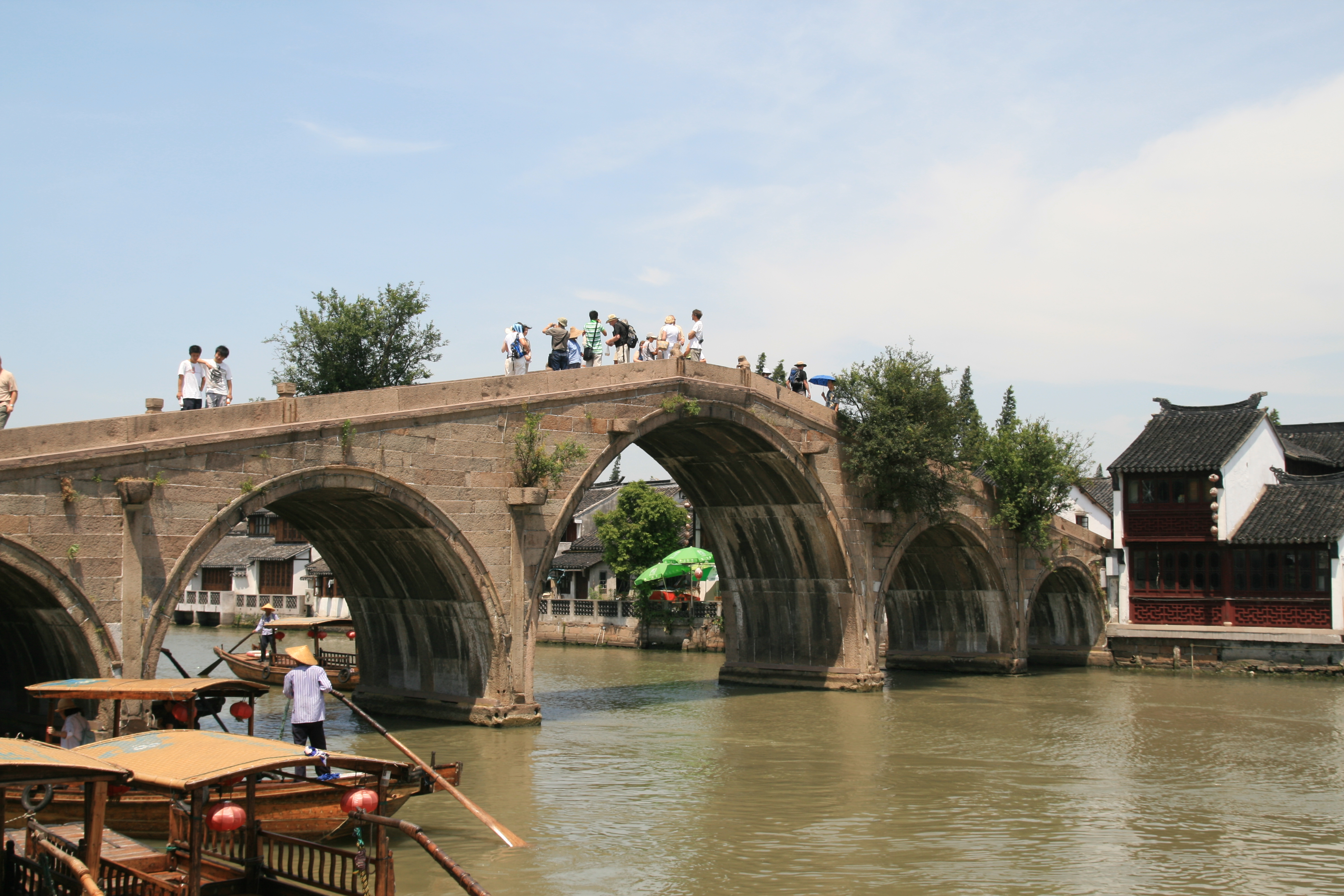
Die Fangsheng-Brücke mit Blick auf das Nordufer des Dianpu He

Während die Kanäle einerseits eine wichtige Aufgabe als Transportwege erfüllten, zerschnitten sie auf der anderen Seite das Stadtgebiet und erschwerten den Verkehr. So ist zum Beispiel die ursprüngliche Halbinsel mit dem alten Ortskern von Zhujiajiao heute durch etwas flussaufwärts gelegene Nebenkanäle vom „Festland“ getrennt und de facto eine Insel. Daher wurden im Laufe der Zeit zahlreiche Brücken errichtet, einige aus Holz, insgesamt 36 aus Stein. Die bekannteste dieser Steinbrücken ist die Fangsheng-Brücke (放生桥, Pinyin Fàngshēng Qiáo) über den Dianpu He, die über die Xinfeng-Straße Zhujiiajiao mit Jingting im Kreis Kunshan verband. Die Xinfeng-Straße war eine wichtige Verkehrsverbindung nach Norden; seit der Yuan-Dynastie (1279–1368) existierte dort eine regelmäßige Fährverbindung. Im Jahre 1571 sammelte der Mönch Xingchao von dem am Südufer des Dianpu He gelegenen Cimen-Kloster Geld für den Bau einer Brücke. Diese wurde als steinerne, fünfbogige Fußgängerbrücke ausgeführt, mit einer Gesamtlänge von 70,8 m und einer Breite von 5,8 m; die höchste Stelle in der Mitte der Brücke liegt 7,4 m über dem Wasserspiegel. Damit hat die Fangsheng-Brücke eine wesentlich flachere Wölbung als sonst in Südostchina üblich; die Treppenstufen sind nur 3 bis 8 cm hoch. Die Brückenpfeiler ruhen auf in das Flussbett gerammten Pfählen aus angekohltem Holz. Gegen Ende des 18. Jahrhunderts begann sich die Brücke zu neigen und baufällig zu werden. Daher sammelte der Mönch Jueming von dem am Nordufer des Dianpu He liegenden Yuanjin-Kloster Geld und ließ die Brücke 1812 im alten Stil neu errichten. Am 17. November 1987 wurde die Fangsheng-Brücke unter Denkmalschutz gestellt.
Außerdem sind als Sehenswürdigkeiten in Zhujiajiao noch der buddhistische Tempel und der Kezhi-Garten zu erwähnen.

## Verkehrsanbindung
Zhujiajiao ist die vorletzte Haltestelle der Linie 17 der Shanghai Metro zum Bahnhof Hongqiao. Von dort aus kann mit der Linie 10 sehr schnell der Inlands-Flughafen Hongqiao erreicht werden sowie mit der Linie 2 die Innenstadt und der Internationale Flughafen Pudong. Etwas südlich von der Metro-Haltestelle befindet sich Auffahrt für die Autobahn Shanghai–Chongqing (G 50), die den Ort mit den Provinzen Anhui, Hubei und Sichuan verbindet.
Durch Zhujiajiao fließt der Dianpu He (淀浦河), der etwa 20 km weiter östlich, im Stadtbezirk Xuhui, in den Huangpu Jiang mündet. Dieser 46,4 km lange Fluss fungiert bis heute als wichtiger Transportweg zwischen dem Dianshan See (淀山湖, Pinyin Diànshān Hú) westlich von Zhujiajiao, aus dem er entspringt, und dem Gelben Meer bzw. dem Ostchinesischen Meer. Um den reibungslosen Bootsverkehr sicherzustellen, wurde er zwischen 1175 und 1910 insgesamt 14 mal ausgebaggert, dann nach der Gründung der Volksrepublik China wieder 1958, 1971 und 1976.

## Persönlichkeiten
- Wang Chang (王昶, 1724–1806), hochrangiger Beamter am Kaiserhof, Epigraphik-Experte und Dichter, wurde in Zhujiajiao geboren und starb dort auch.[10] Der Stadtpalast seiner Familie in der Shengli-Straße 56 mit seinem Steinportal aus dem 19. Jahrhundert wurde am 19. Februar 2004 unter Denkmalschutz gestellt.[11]

## Bildergalerie

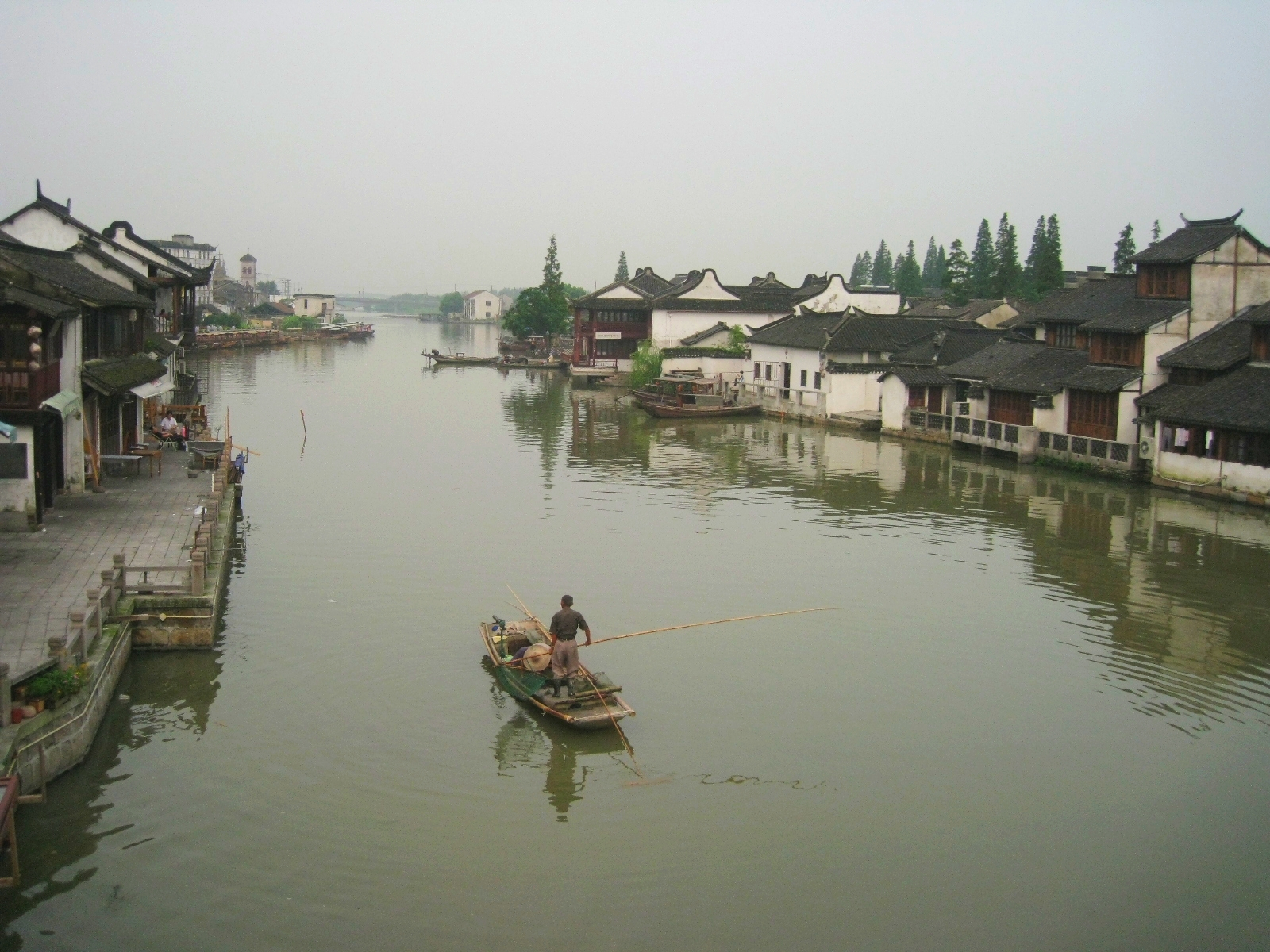
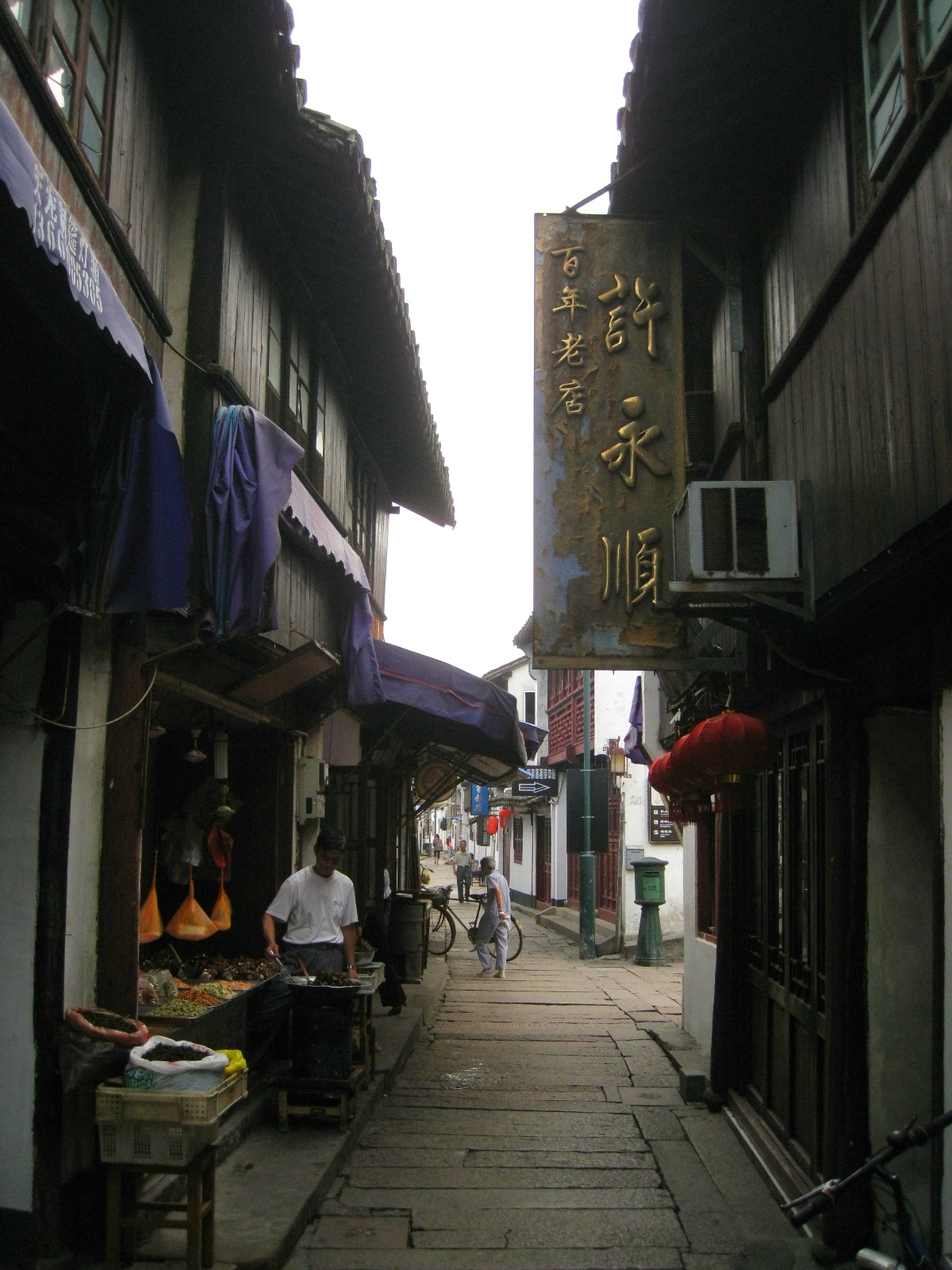
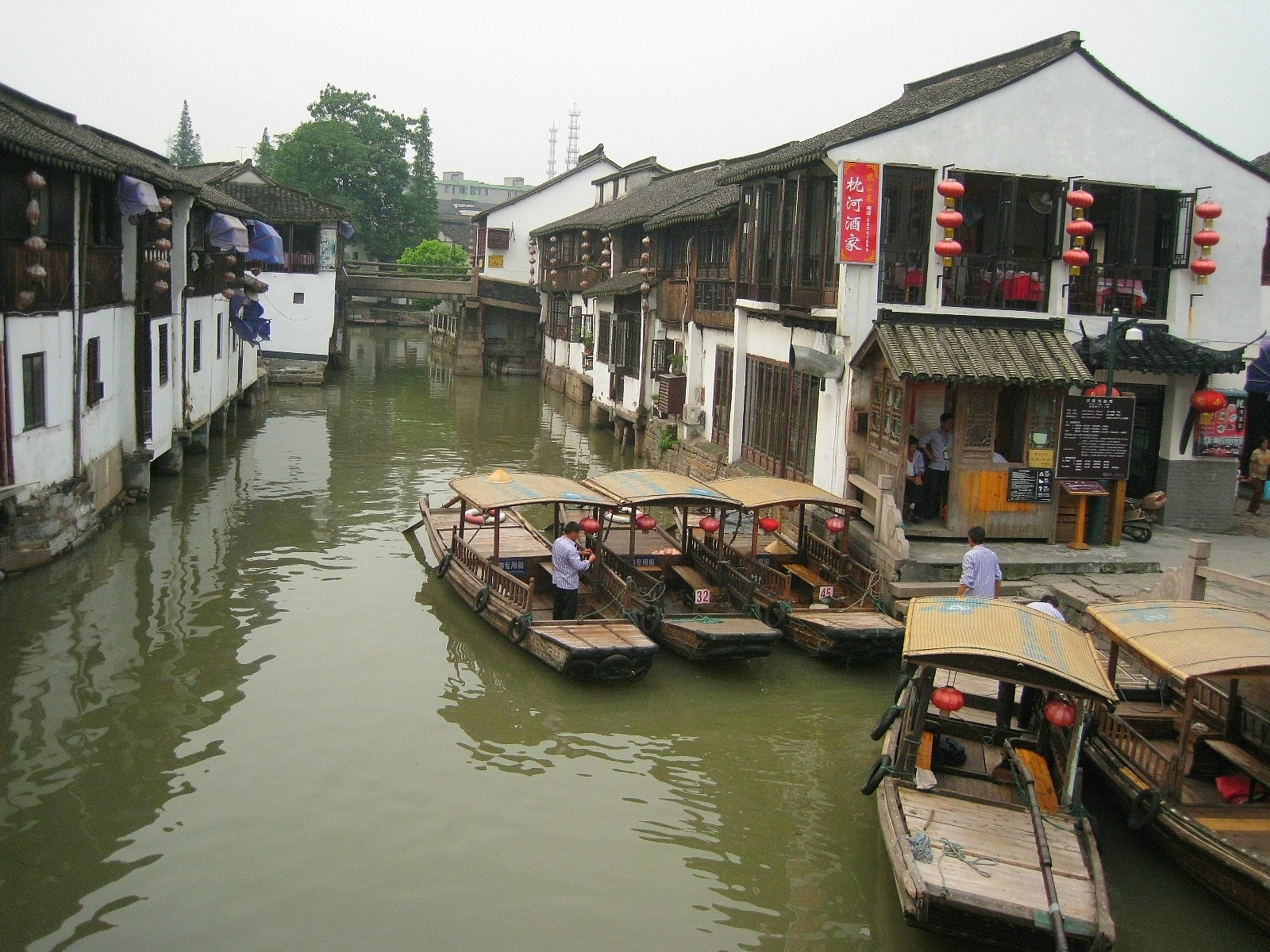